# Jermaine Phillips
Jermaine Phillips (Roswell, 27 marzo 1979) è un giocatore di football americano statunitense che gioca nei Sacramento Mountain Lions della United Football League.
Scelto dai Tampa Bay Buccaneers nel quinto giro del Draft NFL 2002, ha trascorso otto anni di carriera nella National Football League tutti coi Bucs, con cui ha vinto il Super Bowl XXXVII.

## Carriera professionistica

### Tampa Bay Buccaneers
Phillips fu scelto dai Tampa Bay Buccaneers con la 157ª chiamata del Draft NFL 2002.
Riuscì in poco tempo a guadagnari il posto da titolare formando con John Lynch un'affiatata coppia di safety, vincendo il Super Bowl XXXVII contro gli Oakland Raiders.
Durante la stagione 2007 fece registrare un record personale di 4 intercetti.
Nella offseason 2009 divenne free agent, ma rifirmò con i Buccaneers il 5 marzo.

### Omaha Nighthawks
Dopo la fine del contratto coi Bucs, Phillips si trasferì nella United Football League con gli Omaha Nighthawks, con cui trascorse la stagione 2010.

### Sacramento Mountain Lions
Dopo l'esperienza a Omaha, Jermaine passò ai Sacramento Mountain Lions, sempre nella UFL.

## Palmarès

### Franchigia
- Super Bowl : 1

Tampa Bay Buccaneers: XXXVII
- National Football Conference Championship: 1

Tampa Bay Buccaneers: 2002

### Individuale
- (1) All-Pro (2007)